# Вагнер, Владимир Александрович (зоолог)
Владимир Александрович Вагнер (1849—1934) — русский и советский зоолог и зоопсихолог, психолог, доктор зоологии, профессор, основатель отечественной сравнительной психологии.

## Биография
Владимир Вагнер родился 17 марта 1849 года. Окончил юридический (1874) и физико-математический факультеты (1882) Московского университета.

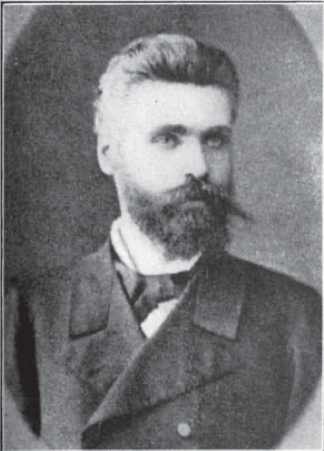
В. А. Вагнер, ок. 1900

Работал на Севастопольской биологической станции, в Неаполе, Виллафранке, на других заграничных станциях.
В 1889 году представил в Петербургский университет свою монографию «Наблюдения над Araneina» как магистерскую диссертацию. В ней он представил свои наблюдения над пауками не только с зоологических, но и с зоопсихологических позиций, впервые поставив вопрос об изучении инстинктов этих животных на основе изучения продуктов их жизнедеятельности (гнезд). За это исследование он получил степень магистра и оно было удостоено премии Русского Общества испытателей природы.
В 1899 году стал доктором зоологии Петербургского университета.
В 1890-х годах он преподавал естествознание в Московском лицее, Екатерининском и Александровском институтах, частной женской гимназии Перепёлкиной.
В 1896—1906 годах он заведовал учебной частью Екатерининского института, в конце 1890-х годов читал лекции в Московском университете. 

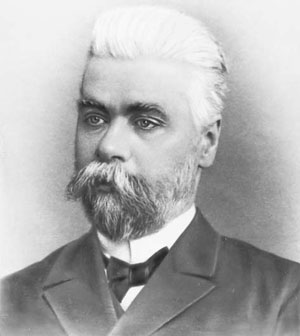
Вагнер в годы создания ж-ла "Природа", ок. 1912

В 1906 году был назначен директором Императорского коммерческого училища. В Петербургском университете имел должность приват-доцента.
В 1907 году стал деканом естественно-исторического отделения педагогического факультета в Петербургском психоневрологическом институте, где преподавал биологические основы сравнительной психологии и до 1918 года занимал пост вице-президента.
С 1906 по 1931 год — профессор Петербургского (затем — ленинградского) университета.
Владимир Александрович умер 8 марта 1934 года. Похоронен на Смоленском православном кладбище Санкт-Петербурга.

## Научная деятельность
В своей научной деятельности занимался вопросами физиологии, биологии и систематики некоторых групп беспозвоночных животных, особенно пауков.
Его лекции по зоологии беспозвоночных оказали особое влияние на выбор специальности Г. Е. Грум-Гржимайло.
Впоследствии занялся исследованиям в области зоопсихологии, в то время слабо развитой, в исследовании начал применять эволюционный метод, написал известные монографии: «L’industrie des Araneina» («Мемуары Академии наук», 1894); «Городская ласточка её индустрия и жизнь» («Записки Академии наук», X, № 6, 1900); «Водяной паук, его индустрия и жизнь» («Bulletin des Naturalistes de Moscou», № 182, 1900); «Psychobiologische Untersuchungen an Hummeln» («Zoologica», 1907),. Разработал метод исследования на основе сравнения поведения близких в видовом отношении животных («биологический метод»). Выдвинул гипотезу о изменчивости инстинктов.
Вагнером был систематизирован большой накопленный фактический материал, связанный с изучением инстинктов. Утверждал, что инстинктивные и разумные формы поведения животных восходят к рефлексам, но не могут быть к ним сведены. Критиковал как «монизм сверху» (антропоморфизм в сравнительной психологии), так и «монизм снизу» (согласно которому психика всех живых существ определяется автоматизмами).
С 1924 по 1929 год занимался темой «Возникновение и развитие психических способностей». Сравнительно-генетический подход к проблемам психологии вызывал интерес к идеям и трудам Вагнера у Л. С. Выготского. В 1929 году вышла книга «Психологические типы и коллективная психология», которая в 30-е годы была запрещена к упоминанию и спрятана в спецхран.
Как педагог, Вагнер написал ряд больших сводных сочинений по зоопсихологии: «Психология животных» (1902), «Биологические основания сравнительной психологии», т. I (1910), т. II (П., 1913), «Курс биологии животных» (ч. 2, Ставрополь, 1921), «Биопсихология и смежные науки» (П., 1923). Вагнер был организатором и редактором журнала «Естествознание в школе» (основан в 1912, совместно с Б. Е. Райковым).

## Интересные факты
Вагнер был знаком с А. П. Чеховым и состоял с ним в переписке. Считается, что он послужил прототипом одного из героев повести Чехова «Дуэль» — зоолога фон Корена. Под влиянием Чехова ещё в начале 1890-х годов у Вагнера возникла идея создания научно-популярного журнала. Чехов даже предложил название будущего журнала «Натуралист». Тогда этим планам не суждено было свершиться. Первый номер журнала, получившего название «Природа», вышел под редакцией Владимира Александровича Вагнера и Льва Владимировича Писаржевского 26 января 1912 года.
Профессор Б. Е. Райков, коллега Вагнера по Психоневрологическому институту, писал в своих воспоминаниях:
…В. А. Вагнер был живым, энергичным человеком с резко выраженной общественной жилкой. Он был в ту пору уже не молод, ему было под 60 лет, голова его была покрыта очень густыми серебристыми волосами без малейшего намека на лысину. Из-под очень густых нависших бровей, еще сохранивших черный цвет, смотрели умные внимательные глаза с добрым ласковым выражением. Речь его, всегда живая и остроумная, лилась потоком, говорить он любил и говорил очень красноречиво. На кафедре это был один из лучших лекторов, каких я знал; как собеседник он увлекал гостя и сам увлекался. По характеру, темпераменту, отношению к людям этот седой человек был настоящим юношей.